# Slovenská Nová Ves
Slovenská Nová Ves is een Slowaakse gemeente in de regio Trnava, en maakt deel uit van het district Trnava.
Slovenská Nová Ves telt 429 inwoners.